# Amphilectus lobatus
Amphilectus lobatus är en svampdjursart som först beskrevs av Montagu 1818.  Amphilectus lobatus ingår i släktet Amphilectus och familjen Esperiopsidae. Inga underarter finns listade i Catalogue of Life.